# Cascade de Mérelle
Pour les articles homonymes, voir Mérelle.
La cascade de Mérelle est une chute d'eau du massif des Vosges située à Gérardmer.

## Géographie
La cascade de Mérelle est située sur le ruisseau de Mérelle sur la commune de Gérardmer. L'eau chute d'une dalle de porphyre en deux filets principaux. Le ruisseau se déverse finalement dans le lac de Gérardmer.